# Feldbahn der Bergwerke von Laluque
| Krauss-Lokomotive der Bergwerke von Laluque mit ca. 20 PS |                                              |                           |                           |            |
| Streckenverlauf (--- gestrichelt: Decauville actuel), 1917 |                                              |                           |                           |            |
| Streckenlänge: | Erst 1,3 km, später 6,5 km, schließlich 5 km |                           |                           |            |
| Spurweite: | 600 mm (Schmalspur)                          |                           |                           |            |
| |                                              |                           |                           |            |
| \| \| \| Von Vielle-Saint-Girons \| \| \| \| \| 0,0 \| Bergwerke von Laluque \| Bergwerke von Laluque \| \| \| \| \| Tagebau bei Berdot \| \| \| \| \| 1,3 \| Bahnhof Laluque-Boos \| Bahnhof Laluque-Boos \| 1. Strecke \| \| \| \| Spitzkehre Chalet Lasalle \| \| \| \| \| \| \| \| 2. Strecke \| \| \| \| Abkürzung nach Payot \| Abkürzung nach Payot \| 3. Strecke \| \| \| \| Strecke Bordeaux – Irun \| \| \| \| \| 5,0 6,5 \| Bahnhof Laluque-Midi \| Bahnhof Laluque-Midi \| \| \| \| \| Nach Tartas \| \| \| |                                              |                           |                           |            |
| Strecke von halbrechts (außer Betrieb) |                                              | Von Vielle-Saint-Girons   | Von Vielle-Saint-Girons   |            |
| Strecke (außer Betrieb) · U-Bahn-Haltepunkt / Haltestelle Streckenanfang (Strecke außer Betrieb) | 0,0                                          | Bergwerke von Laluque     | Bergwerke von Laluque     |            |
| Strecke (außer Betrieb) · U-Bahn-Haltepunkt / Haltestelle (Strecke außer Betrieb) |                                              | Tagebau bei Berdot        | Tagebau bei Berdot        |            |
| Bahnhof (Strecke außer Betrieb) · U-Bahn-Kopfbahnhof Streckenanfang (Strecke außer Betrieb) · U-Bahn-Strecke (außer Betrieb) | 1,3                                          | Bahnhof Laluque-Boos      | Bahnhof Laluque-Boos      | 1. Strecke |
| Strecke (außer Betrieb) · U-Bahn-Strecke nach links (außer Betrieb) · U-Bahn-Abzweig geradeaus und nach rechts (Strecke außer Betrieb) |                                              | Spitzkehre Chalet Lasalle | Spitzkehre Chalet Lasalle |            |
| U-Bahn-Abzweig geradeaus und nach links (Strecke außer Betrieb) · U-Bahn-Strecke quer (außer Betrieb) · U-Bahn-Strecke quer (außer Betrieb) · Kreuzung mit U-Bahn geradeaus oben (Strecken außer Betrieb) · U-Bahn-Strecke quer (außer Betrieb) · U-Bahn-Abzweig geradeaus und nach rechts (Strecke außer Betrieb) |                                              |                           |                           | 2. Strecke |
| U-Bahn-Abzweig geradeaus und von links (Strecke außer Betrieb) · U-Bahn-Strecke quer (außer Betrieb) · U-Bahn-Strecke quer (außer Betrieb) · Kreuzung mit U-Bahn geradeaus oben (Strecken außer Betrieb) · U-Bahn-Strecke quer (außer Betrieb) · U-Bahn-Strecke nach rechts (außer Betrieb) |                                              | Abkürzung nach Payot      | Abkürzung nach Payot      | 3. Strecke |
| U-Bahn-Strecke (außer Betrieb) · Strecke von links · Kreuzung (Strecke geradeaus außer Betrieb) · Strecke quer · Strecke nach rechts und von halblinks |                                              | Strecke Bordeaux – Irun   | Strecke Bordeaux – Irun   |            |
| U-Bahn-Strecke nach links (außer Betrieb) · U-Bahn-Kopfbahnhof Streckenende und quer (Strecke außer Betrieb) · Bahnhof · Bahnhof (Strecke außer Betrieb) | 5,0 6,5                                      | Bahnhof Laluque-Midi      | Bahnhof Laluque-Midi      |            |
| Strecke nach halbrechts · Strecke nach halblinks (außer Betrieb) |                                              | Nach Tartas               | Nach Tartas               |            |

Die Feldbahn der Bergwerke von Laluque war eine Schmalspurbahn der Braunkohlebergwerke von Laluque in Frankreich. Anfangs führte sie von den Untertage-Braunkohlenbergwerken zum 1,3 km entfernten Normalspur-Bahnhof Laluque-Boos und später über eine Spitzkehre am Chalet Lasalle zum 6,5 km entfernten Bahnhof Laluque-Midi, woraufhin die Streckenführung 1917 schließlich durch den Bau einer Abkürzung bei Miou und Payot auf 5,0 km verkürzt wurde.

## Geschichte
Seit 1859 wurde in Le Larquier, einem Ortsteil der Gemeinde Laluque, die erste Bergbaukonzession für den Braunkohlebergbau vergeben. Die Braunkohle wurde von Hand abgebaut und lokal als Brennstoff verwendet. Erst 1916 begann eine bedeutende Ausbeutung. 1920 fusionierte die Larquier-Konzession mit der Laluque-Konzession.
Der am 12. Dezember 1854 eröffnete Streckenabschnitt Lamothe–Dax der Bahnstrecke Bordeaux-Saint-Jean – Irun der Cie du Midi verlief 4 km vom Dorf entfernt durch das Gemeindegebiet von Laluque. Die Feldbahn wurde, vermutlich mit tragbaren Decauville-Gleisjochen, auf der Straße vom Bergwerk zum Bahnhof Laluque-Midi verlegt. Der Stollenbergbau scheint in den frühen 1920er Jahren eingestellt worden zu sein.
Ab 1926 wurde östlich des stillgelegten Bergwerks im Steinbruch von Berdot ein Braunkohletagebau mit Dampfschaufelbaggern betrieben. Diese befüllten die Loren, die auf einem fliegendem Gleis parallel zur Schneidefront fuhren. Der Tagebau bei Berdot wurde nach der Eröffnung eines neuen Betriebs im Nordwesten der Konzession, näher an der neuen Braunkohle-Destillationsanlage, aufgegeben.
Am Bahnhof Laluque-Midi wurde eine hölzerne Verladestation für das Umladen der Braunkohle von der Feldbahn mit einer Spurweite von 600 mm in die Normalspur-Güterwagen errichtet.
Auf der durch die Spitzkehre wie die Zahl ‚2‘ geformten Strecke konnten nur etwa 40 Tonnen Braunkohle pro Tag transportiert werden, obwohl ein Frachtaufkommen von 100 Tonnen pro Tag geplant war. Daher wurde 1917 eine Abkürzung bei Miou und Payot gebaut, die die Strecke um etwa 1,5 km verkürzte und das Transportvolumen auf 80–90 Tonnen pro Tag erhöhte.

## Kohlevergasung
Um 1925 wurde in Laluque eine moderne Kohlevergasungsanlage errichtet, in der die Braunkohle bei hohen Temperaturen zur Herstellung von Stadtgas und Synthesegas verarbeitet wurde. Die Öfen dieser Anlage wurden von oben mit speziellen Loren beschickt.